# Инжул
Инжу́л (Инжу́ль, Инджу́ль) (хак. Інчул) — река восточных отрогов Кузнецкого Алатау, левый приток реки Чёрный Июс (бассейн р. Чулым).
Длина — 21 км. Протекает по территории Орджоникидзевского района Хакасии. Исток расположен в 15 км южнее посёлка Орджоникидзевский, абсолютная высота — около 1120 м. Впадает в реку Чёрный Июс на 123 км от устья, абсолютная высота — 650 м.
Инжул имеет 23 притока. Наиболее крупные — река Уол (длина 8,5 км) и ручей Ср. Промысловый (5,5 км). Река горного типа. Населённых пунктов в бассейне реки нет.

## Данные водного реестра
По данным государственного водного реестра России относится к Верхнеобскому бассейновому округу, водохозяйственный участок реки — Чулым от г. Ачинск до водомерного поста села Зырянское, речной подбассейн реки — Чулым. Речной бассейн реки — (Верхняя) Обь до впадения Иртыша.